# Polycentropodidae
Polycentropodidae – rodzina owadów wodnych z rzędu chruścików (Insecta: Trichoptera). Larwy z tej rodziny są drapieżnikami, budują sieci łowne oraz nici sygnalizacyjne połączone z norkami. W Polsce występuje 15 gatunków z 5 rodzajów. Larwy są zróżnicowane ekologicznie, dzięki czemu są dobrymi bioindykatorami. W źródłach i małych strumieniach występują larwy z rodzaju Plectrocnemia - najpospolitsza jest Plectrocnemia conspersa. W średniej wielkości rzekach (głównie pojeziernych i nizinnych) liczne są larwy Polycentropus flavomaculatus i P. irroratus. W odcinkach rzek wypływających z jezior czasem masowo występuje Neureclipsis bimaculata. W litoralu jezior, wśród roślinności elodeidowej, w dużych liczebnościach spotkać można larwy z rodzaju Cyrnus oraz Holocentropus - poszczególne gatunki preferują jeziora eutroficzne, mezotroficzne, torfowiskowe itd.
Gatunki występujące w Polsce:
- Plectrocnemia conspersa
- Plectrocnemia geniculata
- Polycentropus flavomaculatus
- Polycentropus irroratus
- Neureclipsis bimaculata
- Cyrnus crenaticornis
- Cyrnus flavidus
- Cyrnus insolutus
- Cyrnus trimaculatus
- Holocentropus dubius
- Holocentropus picicornis
- Holocentropus stagnalis